# Amanimalel
Amanimalel, également appelée Amanimalēl ou Amanimalil, est une reine koushite du royaume napatéen de Nubie, probablement l'épouse du roi Senkamenisken vivant dans la seconde moitié du VIIe siècle avant notre ère. Elle est surtout connue grâce à une ou peut-être deux statues d'elle de très haute qualité artistique.

## Chronologie, parentèle
Amanimalel a vécu dans la seconde moitié du VIIe siècle. Plusieurs dates ont été proposées pour la période de sa royauté, en fonction des dates estimées pour le règne du roi Senkamenisken. Les dates de sa période de royauté pourraient être de 643 à 623 avant notre ère, ou bien de 642 à 623.
La reine Amanimalel est présumée avoir été une reine consort du roi Senkamenisken,,, qui était également marié à la reine Nasalsa et, peut-être, à la reine Masalaye. En tant que telle, Amanimalel pourrait être la mère des reines Asata et Madekan qui ont respectivement épousé les rois Aspelta et Anlamani. 
Ces possibilités sont cependant débattues par la communauté scientifique en raison du manque de preuves directes en la matière. Les parents d'Amanimalel ne sont pas connus non plus de façon certaine, mais elle pourrait être une fille d'Atlanersa.

## Représentations graphiques et inscriptions
La représentation hiéroglyphique de la titulature royale d'Amanimalel est la suivante :
|                      |        |   |   |     |       |
| \| \| \| \| \| \| \| |        |   |   |     |       |
|                      |        |   |   |     |       |
| i                    | mn · n | m | r | nfr | n · r |

| i | mn · n | m | r | nfr | n · r |

|                      |        |   |   |     |       |
| \| \| \| \| \| \| \| |        |   |   |     |       |
|                      |        |   |   |     |       |
| i                    | mn · n | m | r | nfr | n · r |

| i | mn · n | m | r | nfr | n · r |

Amanimalel est représentée par une statue grandeur nature de 141 cm de haut de la reine, découverte en avril 1916 par George Andrew Reisner dans une cache du temple Gebel Barkal B 500 lors d'une expédition conjointe de l'université Harvard et du Musée des Beaux-Arts (Boston),. Elle est conservée au musée national du Soudan.
Cette statue est l'un des grands chefs-d'œuvre de l'art africain. Elle montre la reine en train de marcher selon la représentation traditionnelle égyptienne. Elle porte sur elle une variation nubienne d'une robe égyptienne qui était peut-être gainée d'argent ; ses pieds pouvait avoir des sandales dorées. 
Le pilier arrière de soutien de la statue porte une inscription disant qu'elle est « bien-aimée d'Amon de Napata qui réside dans la montagne sacrée ». Cela montre que la reine a participé au culte d'Amon à Napata, dans un rôle probablement lié à celui de l'épouse du dieu Amon pendant la XXVe dynastie. 
L'inscription est sous l'égide d'une déesse dont la représentation est abîmée mais qui pouvait bien être Mout. La reine est représentée tenant une plus petite statue d'un enfant divin portant la double couronne, qui pourrait bien être Khonsou, fils d'Amon à Thèbes, associant ainsi étroitement la reine avec la triade divine Amon, Mout et Khonsou.
Une seconde statue de quartzite, très similaire, est située au Neues Museum de Berlin et serait aussi une statue d'Amanimalel en raison de l'étroite ressemblance entre les deux représentations.

## Sépulture
Le tombeau de la reine Amanimalel n'a pas été identifié avec certitude. Reisner suggère que la pyramide 22 de la nécropole royale de Nuri soit la sienne. Cette pyramide a été fouillée en 1917. Cette campagne de fouilles a permis de découvrir des fragments de feuille d'or, de petits objets en argent et des perles.